# Goffredo d'Altavilla
Goffredo d'Altavilla, Godefroi de Hauteville in francese, Gaufridus De Altavilla in latino, conosciuto anche come Goffredo di Capitanata (Cotentin, 1020 circa – 1071), è stato un cavaliere normanno dell'XI secolo, capostipite della famiglia Avarna, della famiglia Gentile
e della famiglia Rosso.

## Biografia
Goffredo era il quarto figlio di Tancredi d'Altavilla e della sua prima moglie Muriella.
Giunse nel Mezzogiorno d'Italia verso il 1053 con i fratellastri Malgerio e Guglielmo, ben accolto dal fratello Umfredo.
Il 18 giugno 1053, partecipò alla battaglia di Civitate contro il papa Leone IX, che vide vittoriosi i cavalieri normanni.
Umfredo, conte di Puglia, aveva destinato a Guglielmo la Contea di Principato e a Malgerio la Contea di Capitanata. Alla morte di quest'ultimo, nel 1057, Goffredo ereditò la Capitanata.
Morì nel 1071 (nel 1063 secondo Goffredo Malaterra, che forse lo confonde con altro Goffredo normanno).

### Matrimoni e discendenza
- Dal primo matrimonio con una donna normanna ebbe tre figli:
  - Roberto I di Loritello;[4]
  - Rodolfo di Catanzaro;[5]
  - Guglielmo di Tiriolo.[6]
- Dalla seconda moglie, Teodora di Capaccio,[7] longobarda, figlia di Pandolfo di Capaccio e quindi nipote di Guaimario IV di Salerno, ebbe:
  - Tancredi († dopo 1102).[7]

## Ascendenza
|                         |                          |         | Genitori |  |  | Nonni |  |  | Bisnonni |  |  | Trisnonni |  |
|                         |                          |         |          |  |  |       |  |  | …        |  |  | …         |  |
|                         |                          |         |          |  |  |       |  |  | …        |  |  | …         |  |
|                         |                          | …       |          |  |  |       |  |  | …        |  |  |           |  |
| …                       |                          |         |          |  |  |       |  |  | …        |  |  |           |  |
|                         |                          | …       | …        |  |  |       |  |  |          |  |  |           |  |
|                         |                          | …       | …        |  |  |       |  |  |          |  |  |           |  |
|                         |                          | …       | …        |  |  |       |  |  |          |  |  |           |  |
| Tancredi d'Altavilla    |                          | …       |          |  |  |       |  |  |          |  |  |           |  |
|                         |                          | …       | …        |  |  |       |  |  |          |  |  |           |  |
|                         |                          | …       | …        |  |  |       |  |  |          |  |  |           |  |
|                         |                          | …       | …        |  |  |       |  |  |          |  |  |           |  |
| …                       |                          | …       |          |  |  |       |  |  |          |  |  |           |  |
|                         |                          | …       | …        |  |  |       |  |  |          |  |  |           |  |
|                         |                          | …       | …        |  |  |       |  |  |          |  |  |           |  |
|                         |                          | …       | …        |  |  |       |  |  |          |  |  |           |  |
| Goffredo d'Altavilla    |                          | …       |          |  |  |       |  |  |          |  |  |           |  |
|                         | Guglielmo I di Normandia | Rollone |          |  |  |       |  |  |          |  |  |           |  |
|                         | Guglielmo I di Normandia | Rollone |          |  |  |       |  |  |          |  |  |           |  |
|                         | Guglielmo I di Normandia | Poppa   |          |  |  |       |  |  |          |  |  |           |  |
| Riccardo I di Normandia | Guglielmo I di Normandia |         |          |  |  |       |  |  |          |  |  |           |  |
|                         |                          | Sprota  | …        |  |  |       |  |  |          |  |  |           |  |
|                         |                          | Sprota  | …        |  |  |       |  |  |          |  |  |           |  |
|                         |                          | Sprota  | …        |  |  |       |  |  |          |  |  |           |  |
| Muriella                |                          | Sprota  |          |  |  |       |  |  |          |  |  |           |  |
|                         |                          | …       | …        |  |  |       |  |  |          |  |  |           |  |
|                         |                          | …       | …        |  |  |       |  |  |          |  |  |           |  |
|                         |                          | …       | …        |  |  |       |  |  |          |  |  |           |  |
| …                       |                          | …       |          |  |  |       |  |  |          |  |  |           |  |
|                         |                          | …       | …        |  |  |       |  |  |          |  |  |           |  |
|                         |                          | …       | …        |  |  |       |  |  |          |  |  |           |  |
|                         |                          | …       | …        |  |  |       |  |  |          |  |  |           |  |
|                         |                          | …       |          |  |  |       |  |  |          |  |  |           |  |